# Cosmo Jarvis
Harrison Cosmo Krikoryan Jarvis (Ridgewood, Nueva Jersey, 1 de septiembre de 1989) es un actor de cine y televisión, músico y cineasta británico nacido en Estados Unidos. En 2015, hizo una audición y fue elegido para interpretar al personaje de Sebastián en el largometraje debut de William Oldroyd, Lady Macbeth (2016). En 2024 protagonizó junto con Hiroyuki Sanada y Anna Sawai la miniserie Shogun, en el papel de John Blackthorne.

## Primeros años
Jarvis nació en Ridgewood, Nueva Jersey, Estados Unidos de madre armenio-estadounidense y padre inglés. Se mudó a Inglaterra con sus padres cuando era un bebé. Cuando era niño, se mudó a Totnes, Devon, con su madre y su hermano menor.

## Carrera: 2010-presente
Jarvis confirmó el título de su segundo álbum como Is the World Strange or Am I Strange? en su página oficial de Facebook. El primer sencillo lanzado del álbum es "Gay Pirates", que fue lanzado el 23 de enero de 2011. El video musical del sencillo fue dirigido por Jarvis. La canción se presentó como Récord of the Day y el video Spinner de AOL del día."Gay Pirates" fue votado como el número 85 en Triple J Hottest 100 de 2011, que se emitió el Día de Australia en 2012. El álbum en sí recibió una calificación de 8.5/10 de las reseñas de álbumes de Soundblab. Anunció en una entrevista con TNC que había comenzado a trabajar en su primer largometraje, llamado The Naughty Room.
La película se estrenó en BBC Four el 20 de agosto de 2012, poco después del lanzamiento del tercer álbum de estudio de Jarvis, titulado Think Bigger, la película incluía múltiples canciones/variaciones de canciones del nuevo álbum en la banda sonora. Realizó una gira por el Reino Unido a finales de 2012 apoyando a Mad Dog Mcrea, para quien escribió la canción "Waiting on the Hill". La película de comedia Hawk (e): The Movie (2013) presenta varias canciones de Cosmo Jarvis. En enero de 2013, "Love This" ocupó el puesto 59 en Triple J Hottest 100, 2012. El 20 de noviembre de 2020, Jarvis relanzó su álbum Think Bigger de 2012 como "Think Bigger - (2020 Deluxe Edition)", ya que el álbum de 2012 nunca se lanzó por completo a nivel mundial. La reedición de Think Bigger contendrá todas sus 11 grabaciones originales remasterizadas para 2020, además de otras 9 pistas extra raras de ese mismo período de escritura, incluidas 5 canciones nunca antes escuchadas y 4 versiones acústicas en vivo de 'dormitorio' de pistas clave de Think Bigger.

## Filmografía

### Películas
2024

| Año              | Título                   | Rol                               | notas                    |
| ---------------- | ------------------------ | --------------------------------- | ------------------------ |
| 2009             | El camino del callejón   | El Viejo ( voz )                  | Cortometraje             |
| 2012             | La habitación traviesa   | Todd Kennedy                      |                          |
| 2015             | Spooks: The Greater Good | Dani Tasuev                       |                          |
| 2016             | Monocromo                | gabriel lenard                    |                          |
| 2016             | El hábito de la belleza  | Jerónimo                          |                          |
| 2016             | Señora Macbeth           | Sebastián                         |                          |
| 2017             | NIEBLA                   | charlie                           | Cortometraje             |
| 2017             | El marcador              | Steve                             |                          |
| 2017             | Hunter Killer            | Operador de sonda                 |                          |
| 2018             | Aniquilación             | Soldado de operaciones especiales |                          |
| 2018             | Farming                  | Jonesy                            |                          |
| 2019             | Calma Con Caballos       | douglas                           |                          |
| 2019             | Nocturno                 | Pete                              |                          |
| 2020             | Cara graciosa            | Saúl                              |                          |
| 2022             | It Is In Us All          | Hamish Considina                  |                          |
| 2022             | Persuasion               | Capitán Frederick Wentworth       |                          |
| 2024             | Wise Guys                |                                   | Rodaje                   |
| The Alto Knights | Vincent Gigante          |                                   |                          |
| 2025             | Warfare                  | Elliot                            | Película de Alex Garland |

### Series de televisión
| Año  | Título                    | Rol              | notas                                                     |
| ---- | ------------------------- | ---------------- | --------------------------------------------------------- |
| 2016 | Hacia adelante            | Verón 14         | Episodio "Taxi para Linda"                                |
| 2016 | Humanos                   | Martín           | Episodio 3 (Serie 2)                                      |
| 2016 | Mi madre y otros extraños | Teniente Steiger | Episodios "The Price" y "God Descanse You Merry"          |
| 2017 | Vera                      | Leñoso           | Episodio "El fango de las mantas"                         |
| 2019 | Peaky Blinders            | Barney           | Temporada 5                                               |
| 2020 | Criado por lobos          | Campión Sturges  | Episodios "Memoria infectada", "Paraíso perdido" y "Masa" |
| 2024 | Shōgun                    | John Blackthorne | Protagonista, miniserie de TV FX (10 episodios)           |

## Premios y nominaciones
| Año  | Premio                                       | Categoría                     | obra nominada          | Resultado |
| ---- | -------------------------------------------- | ----------------------------- | ---------------------- | --------- |
| 2017 | XX Premios del Cine Independiente Británico  | Recién llegado más prometedor | Señora Macbeth         | Nominado  |
| 2020 | 23.º Premios de Cine Independiente Británico | Mejor actor                   | Calma con los Caballos | Nominado  |

## Discografía

### Álbumes
| Año  | Detalles del álbum | Posiciones pico en el gráfico | Posiciones pico en el gráfico | Certificaciones |
| Año  | Detalles del álbum | Reino Unido                   | vida real                     | Certificaciones |
| ---- | --- | ----------------------------- | ----------------------------- | --------------- |
| 2006 | 19 canciones de Cosmo Jarvis - Fecha de lanzamiento: 2006 - Etiqueta: Ninguno - Formato: CD, descarga digital | -                             | -                             |                 |
| 2009 | Humasyouhitch/Hijo de puta - Fecha de lanzamiento: 16 de noviembre de 2009 - Disquera: Wall of Sound - Formato: CD, descarga digital | -                             | -                             |                 |
| 2011 | ¿Es el mundo extraño o soy extraño? - Fecha de lanzamiento: 26 de septiembre de 2011 - Etiqueta: Marco 25 - Formato: CD, descarga digital |                               |                               |                 |
| 2012 | Piensa en grande - Fecha de lanzamiento: 17 de julio de 2012 - Etiqueta: Marco 25 - Formato: CD, descarga digital |                               |                               |                 |
| 2013 | No construyen corazones como solían hacerlo - EP de 4 pistas - Fecha de lanzamiento: 29 de septiembre de 2013 – Aus/NZ, 17 de noviembre de 2013 Resto del mundo - Etiqueta: Velocidad Vs Ángulo - Formato: CD de edición limitada, descarga digital |                               |                               |                 |
| 2020 | Piensa en grande - (Edición de lujo 2020) - Fecha de lanzamiento: 20 de noviembre de 2020 - Etiqueta: Marco 25 - Formato: CD, descarga digital |                               |                               |                 |

### Sencillos
| Año  | Sencillo                               | Posiciones pico en el gráfico | Posiciones pico en el gráfico | Posiciones pico en el gráfico | Posiciones pico en el gráfico | Álbum                                     |
| Año  | Sencillo                               | Reino Unido                   | vida real                     | UE                            | A NOSOTROS                    | Álbum                                     |
| ---- | -------------------------------------- | ----------------------------- | ----------------------------- | ----------------------------- | ----------------------------- | ----------------------------------------- |
| 2009 | "Ella te tiene"                        | —                             | —                             | —                             | —                             | Humasyouhitch/Hijo de puta                |
| 2009 | "Problemas / Tienes la cabeza"         | —                             | —                             | —                             | —                             | Humasyouhitch/Hijo de puta                |
| 2010 | "Señora loca jodida"                   | —                             | —                             | —                             | —                             | Humasyouhitch/Hijo de puta                |
| 2011 | "Piratas homosexuales"                 | —                             | —                             | —                             | —                             | ¿Es el mundo extraño o soy extraño?       |
| 2011 | "Seguro como el infierno que no Jesús" | —                             | —                             | —                             | —                             | ¿Es el mundo extraño o soy extraño?       |
| 2011 | "Mi día"                               | —                             | —                             | —                             | —                             | ¿Es el mundo extraño o soy extraño?       |
| 2011 | "A ella no le importa"                 | —                             | —                             | —                             | —                             | ¿Es el mundo extraño o soy extraño?       |
| 2012 | "Me encanta esto"                      | —                             | —                             | —                             | —                             | Piensa en grande                          |
| 2013 | "Colaborando con Rihanna"              | —                             | —                             | —                             | —                             | Soltero                                   |
| 2020 | "Dime quién ser"                       |                               |                               |                               |                               | Piensa en grande - (Edición de lujo 2020) |